# 포항교도소
포항교도소는 대한민국의 교도소이다. 경상북도 포항시 북구 흥해읍 동해대로 1001에 위치하고 있다.

## 사건
성폭행으로 구속되어 CCTV가 있는 독거실에 수용되어 있던 20대 남성이 "억울하게 누명 썼다"며 10장 분량의 유서를 남기고 자살했다.